# Lucien Martial
Pour les articles homonymes, voir Martial.
Lucien Martial, né à Paris le 17 novembre 1892 et mort dans la même ville le 12 février 1987,, est un peintre français.
Il est le frère du sculpteur Armand Martial (1884-1960).
Il est l'oncle de la peintre  Cécile Martial (1931-2018)

## Biographie
Né dans une famille d'artisans dans le 10e arrondissement de Paris, son père vend des fleurs et des plumes, sa mère travaille dans la fabrication de passementerie. Son instituteur, M. Bouvard, découvre que son jeune élève présente des dispositions pour le dessin et encourage ses parents à le diriger dans cette voie. En 1916, il s'inscrit à l'école Germain Pilon où l'on enseigne les arts appliqués. Quatre ans plus tard, il est engagé comme dessinateur industriel à l'usine Rolf. Il n'y reste que peu de temps et entre chez Christofle pour créer des pièces d'orfèvrerie. Son patron l'encourage à perfectionner ses études de dessin. Il est alors admis à l'École nationale supérieure des beaux-arts dans l'atelier de Fernand Cormon.
Boursier de la ville de Paris pour un reportage sur le Languedoc, il va rejoindre Armand Martial, son frère aîné, en Italie. Mais de retour et devant rendre son rapport sur le Languedoc, il va s'aider de cartes postales et de renseignements glanés ici et là et remportera le premier prix des comptes rendus de voyage.
La guerre de 1914-1918 va interrompre ses études. Mobilisé dans l'infanterie, il est gravement blessé par balle dans un poumon il finira à Toulouse à la poudrerie, et sera décoré de la médaille militaire 1914-1918.
De retour à Paris, il reprend les cours aux Beaux-Arts et envisage d'enseigner. Il passe le concours de la ville de Paris. Après un séjour dans le Midi, le ministère des Affaires étrangères le nomme professeur à l'École des beaux-arts de Montréal (Québec) en 1925. Il y restera dix ans. Il y enseigne entre autres la technique du cloisonnisme. Gérard Morisset (1898-1970), nous rappelle que : « Ses élèves  gardent de lui le souvenir de sa bienveillance à leur égard, de son dévouement et de l'intelligence de son enseignement. C'est un excellent peintre de la lignée des Chassériau, Puvis de Chavannes, Henri Martin, de Marret et Maurice Denis ».
Il expose au Salon des artistes français en 1929 et 1950. Il peint des fresques pour le pavillon du Travail de l'Exposition universelle de 1937 à Paris.
Fouqueray l'incitera à devenir peintre de la Marine, ce qui sera fait en 1943.
En 1948, il épouse Denise Peillon(1917-2000), qui est également une artiste-peintre et une musicienne. Il devient directeur du cours supérieur de l'École des arts appliqués de la ville de Paris en 1953, et président du Salon des artistes français vers la même époque.
Il séjourne fréquemment à Sainte-Colombe-des-Bois, pays natal de ses parents qui y ont pris leur retraite, jusqu'à la mort de sa mère, survenue en 1952. Il s'installe ensuite à Cuffy dans le Cher et voyage entre son appartement parisien, la Bretagne, la Provence et Saint-Jean-de-Luz, où il achète un atelier et devient l'ami de Maurice Genevoix.
Lucien Martial est inhumé à Sainte-Colombe-des-Bois. Son épouse est morte en 2000.

## Œuvres dans les collections publiques
Au Canada
- Matane, église Saint Jérôme : Chemin de croix, 1932, fresques et verrière[6],[7] ;
- Québec, Musée national des beaux-arts du Québec[8]

En France
- Boulogne-sur-Mer, château-musée : Nu aux régates ;
- Le Bourget, Aéroport Paris-Le Bourget : décoration ;
- Gray (Haute-Saône), musée Baron-Martin : Marché à Dakar, 1960, huile sur toile, 146 x 114cm, dépôt du Fonds National d'Art Contemporain ;
- Moulins[Lequel ?], musée de Moulins : Portrait de Madame Chabaneix ;
- Paris, bureau central des Postes du 8e arrondissement : fresques ;
- Paris, musée de la Poste : décoration ;

## Publications
- Lucie Paul Marguerite et Lucien Martial, En Algérie, Enquêtes et souvenirs, illustration de Jérôme et Jean Tharaud, Éd. J. Peyronnet et Cie, Paris, 1948, 243.p. 8 reproductions.

## Expositions
- Galerie des Orfèvres
- 1967 : rétrospective au Salon des artistes français, Paris, Grand-Palais ;
- 1967 : rétrospective de la Société internationale des beaux-arts, Paris, Grand-Palais ;
- 1979 : rétrospective au musée de la Marine à Paris ;
- 1990 :  rétrospective Salon des artistes français et au Salon de la Société internationale des beaux-arts, Paris, Grand-Palais ;
- 1994 : du 19 mars au 20 avril 1994, Espace Mainguy,  exposition inaugurée par le contre-amiral Jean-Marie Dambier, commandant à Lorient ;
- 2003 : musée national de la Marine de Toulon, La Place du Gouvernement d'Alger, gouache.

## Récompenses et décorations
- Médaille militaire 1914-1918
- 1923 : second prix de Rome ;
- 1937 : grand prix de l'Exposition internationale de Paris pour sa décoration du palais du Travail.